# トヨタグランド
トヨタグランド（Toyota Grand）は、愛知県豊田市に所在する、フィットネスジムとゲームセンター・飲食店が入居する商業施設の名称である。2019年4月までの約42年間、このビルで映画館「トヨタグランド」（旧トヨタグランド中央）が営業を続けていた。

## フロア構成
トヨタグランドビル 本館
- 3階：本部事務所
- 2階：フィットネスジム FIT365 トヨタグランド（2019年7月オープン、以前映画館「トヨタグランド」は2019年4月までこのフロアで営業を続けていた。）
- 1階：M'sランド（飲食店）

南館
- M's PARK（ゲームセンター）※2階建て。

## 映画館
映画館は自社運営で、2つのスクリーンを有し、主に東宝系映画、東宝洋画系映画を上映していた。

### 歴史
1977年（昭和52年）7月16日、洋画大作封切の「トヨタ中央劇場」・名作傑作低料金劇場の「寿町中央A」の2スクリーン体制でオープン。近隣に豊田市立山之手小学校があることから、同校のPTA側は成人映画も上映するような映画館の設置に難色を示していた。この為オープンにあたっては「映画館からストリップ劇場への業態変更はしない」等の自主規制が調印されたという。
1980年（昭和55年）には別館として「トヨタグランド中央」「トヨタロマン中央」をオープンし4スクリーン体制に。その後1988年（昭和63年）12月9日に上記の映画館を改築・増床し最大6つのスクリーンの｢トヨタグランド中央｣としてオープン。その後、2003年に運営会社が変更されたのを機に改装を行い4スクリーンに、そして2010年ごろから現在の2スクリーン体制となっていた。
しかし2017年（平成29年）11月25日、名鉄豊田市駅前の複合商業施設内にシネマコンプレックスの「イオンシネマ豊田KiTARA」がオープンしたことで次第に陰りが見え始め、映画館のトヨタグランドは2019年（平成31年）4月14日をもって閉館した。

### 特徴
- 東映系、松竹東急系の作品はたまに上映する。
- ミニシアター系の作品を閑散期に上映することもあった。
- 6スクリーン時代は1がTC日劇1系かTCスカラ座系、2が丸の内ルーブル系、3が丸の内ピカデリー系、4がTC日劇3系かTC有楽座系、5が東宝邦画系、6が東映系と割り振られていた。

### 座席数
- スクリーン1（旧スクリーン3）：139席
- スクリーン2（旧スクリーン4）：90席

## アクセス
- 名鉄三河線 土橋駅から徒歩約13分
- 愛知環状鉄道 三河豊田駅から徒歩約15分